# 236683 Hujingyao
236683 Hujingyao è un asteroide della fascia principale. Scoperto nel 2006, presenta un'orbita caratterizzata da un semiasse maggiore pari a 2,7585080 UA e da un'eccentricità di 0,2568475, inclinata di 8,06103° rispetto all'eclittica.